# El largo adiós (novela)
El largo adiós (The long goodbye) es una novela escrita por Raymond Chandler y publicada por Hamish Hamilton en Estados Unidos en 1953. Forma parte de la serie de libros protagonizada por el detective privado Philip Marlowe y está considerada una de las obras cumbres del género negro. Utilizando a su personaje más carismático como instrumento de crítica social, el escritor introdujo en la obra elementos autobiográficos. Escrita tras La Hermana Pequeña, precede a Playback, la última novela protagonizada por Marlowe. 

## Sinopsis
La novela se centra en la amistad que Philip Marlowe establece con un peculiar personaje, Terry Lennox, al que una madrugada ayuda a salir del país hacia México para descubrir a la mañana siguiente que es sospechoso de asesinar a su esposa y de que el propio Marlowe puede ser acusado de complicidad. El suicidio de Lennox en Otatoclán y su carta de confesión, sumados a la influencia del padre de la asesinada, el millonario Harlan Potter (interesado en echar tierra sobre el escándalo), cierran el caso. A pesar de las presiones adversas de un gánster amigo del difunto, el detective sigue indagando. Dicha investigación se verá mezclada con otro caso para el que Marlowe es contratado: la localización de un escritor desaparecido, Roger Wade, al que andan buscando tanto su mujer Eileen como su editor, Howard Spencer. Cuanto más indague, mayores serán las sombras que encuentre en el pasado de su amigo, Terry Lennox, del que descubre lo poco que en realidad conocía.

## Amistad y crítica social
Una constante en la obra de Chandler es el uso del género negro como instrumento de análisis y crítica social. El largo adiós indaga en la realidad social de Los Ángeles, transformando a la ciudad en un personaje más de la novela. La “gente bien” de los buenos barrios, la delincuencia (más o menos) organizada de los barrios menos buenos, el funcionamiento de la ley y la justicia como extensión del poder… El autor retrata la falsedad de unos comportamientos que se mueven en la neutral superficie de la sociabilidad, señalando los síntomas que delatan el fango subyacente. Así, al capitán de policía involucrado en su caso Marlowe lo define de esta manera:

«Es de los que resuelven los delitos con el reflector en los ojos, la cachiporra blanda, la patada en los riñones, el rodillazo en el bajo vientre, el puñetazo en el plexo solar, el golpe en la rabadilla.»

Pero más allá del aspecto social esta novela se distingue por el estudio que Chandler realiza sobre la amistad, sobre sus límites y sus lealtades. Marlowe acepta a Terry Lennox como amigo sin importarle su pasado, sus defectos ni sus errores, capaz de arriesgarse a ir a la cárcel (o algo peor) por defenderle, apelando a la segunda oportunidad que todos merecemos. Reconoce en él una similar personalidad solitaria, desencantada y cínica; vínculo simbolizado en los gimlets que acompañan sus reuniones. Y ello aunque las dudas sobre su inocencia crezcan según indague en el pasado del veterano y lisiado de guerra, del millonario consorte de una malcriada heredera, del sospechoso de vínculos con el crimen organizado, del fugado de la justicia, del presunto asesino, del supuesto suicida…
El largo adiós está considerada la novela más ambiciosa y lograda de Raymond Chandler, culminación y madurez de la obra que arranca con El sueño eterno (1939), repleta de melancolía y articulada a través del estudio de los personajes, indagando en sus motivos y razones. El propio Chandler, en una carta a un amigo la definió como “mi mejor libro” (The New York Times, 25 de abril de 1954), calificando su proceso de escritura como de “agonía”. En la novela el duro y cínico detective parece abrirse, vulnerado por el sincero sentimiento de amistad, mostrándonos un personaje más romántico, más idealista (caracteres que siempre subyacieron en la personalidad de Marlowe pero que en esta novela emergen con mayor claridad), para verse finalmente desengañado ante la realidad de una relación asimétrica en la que él se ha volcado desinteresadamente, mientras la otra parte lo ha utilizado en su provecho.

## Adaptaciones televisivas, cinematográficas y radiofónicas
- En 1954 se realizó una versión televisiva para la serie Climax!, con el actor Dick Powell en el papel de Marlowe.
- En 1973 Robert Altman llevó la novela al cine (The Long Goodbye), situándola en el Los Ángeles contemporáneo y con Elliott Gould componiendo un Marlowe al tiempo fiel e iconoclasta con respecto al personaje literario.
- En 1978 la BBC adaptó la historia a la radio protagonizada por Ed Bishop.

## Recepción crítica
En 1955 recibió el Premio Edgar a la Mejor Novela. En 1995, la Mystery Writers of America lo incluyó en su lista de las cien mejores novelas de misterio de todos los tiempos.